# Bahnstrecke Welver–Sterkrade
| Streckennetz der Königlich-Westfälischen Eisenbahn-Gesellschaft | |                                             |                                             |
| Streckennummer (DB): | 2112 (Welver–Dortmund Süd) 2136 (Dortmund Süd–Bodelschwingh) 2135 (Bodelschwingh–Mengede) „16“ (Bodelschwingh–Bismarck) 2246 (Bismarck–Osterfeld) „18“ (Osterfeld–Sterkrade) 2126, 2191 (S-Bahn) |                                             |                                             |
| Kursbuchstrecke (DB): | 450.2, 450.4 (S-Bahn) |                                             |                                             |
| Kursbuchstrecke: | 232 (Welver – Dortmund-Dorstfeld 1946) 234g (Dorstfelder Hellweg – Mengede 1946) |                                             |                                             |
| Streckenlänge: | 27,5 km (S-Bahn) ehem. 86,5 km |                                             |                                             |
| Spurweite: | 1435 mm (Normalspur) |                                             |                                             |
| Streckenklasse: | D4 (S-Bahn) |                                             |                                             |
| Stromsystem: | 15 kV 16,7 Hz ~ |                                             |                                             |
| Streckengeschwindigkeit: | 100 km/h |                                             |                                             |
| Zweigleisigkeit: | Unna-Königsborn–Dortmund-Mengede Crange–Hugo Abzw Bottrop–Oberhausen-Osterfeld |                                             |                                             |
| | |                                             |                                             |
| \| \| \| Stammstrecke von Soest \| \| \| \| 0,0 00,0 \| Welver \| Welver \| \| \| \| Stammstrecke nach Hamm \| \| \| \| 6,2 00,0 \| Allen \| Allen \| \| \| 12,4 00,0 \| Lenningsen \| Lenningsen \| \| \| \| Strecke Hamm ↔ Unna \| \| \| \| \| von Kamen \| \| \| \| 19,9 00,0 \| Unna-Königsborn \| Unna-Königsborn \| \| \| \| nach Unna S 4 \| \| \| \| 23,2 00,0 \| Massen \| Massen \| \| \| 24,7 00,0 \| Dortmund-Wickede \| Dortmund-Wickede \| \| \| 26,2 00,0 \| Dortmund-Wickede West \| Dortmund-Wickede West \| \| \| 26,5 00,0 \| Dortmund-Asseln (alt) \| Dortmund-Asseln (alt) \| \| \| 26,8 00,0 \| Dortmund-Asseln \| Dortmund-Asseln \| \| \| \| ehem. Strecke nach Dortmund-Remberg \| \| \| \| 27,8 00,0 \| Dortmund-Asseln Mitte \| Dortmund-Asseln Mitte \| \| \| 30,2 00,0 \| Dortmund-Brackel \| Dortmund-Brackel \| \| \| 31,1 00,0 \| Dortmund Knappschaftskrankenhaus \| Dortmund Knappschaftskrankenhaus \| \| \| 32,8 00,0 \| Dortmund-Körne \| Dortmund-Körne \| \| \| \| ehem. Strecke Obereving Süd ↔ DO-Remberg \| \| \| \| 33,8 00,0 \| Dortmund-Körne West \| Dortmund-Körne West \| \| \| \| ehem. Strecke von Dortmund Ost \| \| \| \| \| „Wuppertaler Nordbahn“ \| \| \| \| 35,7 69,5 \| Dortmund Süd (ehem. DO WfE/RhE) \| Dortmund Süd (ehem. DO WfE/RhE) \| \| \| 69,1 \| Dortmund Stadthaus \| Dortmund Stadthaus \| \| \| 67,9 \| Dortmund Möllerbrücke \| Dortmund Möllerbrücke \| \| \| 66,9 \| Dortmund West * \| Dortmund West * \| \| \| \| Strecke von Dortmund S 1S 2 \| \| \| \| \| Güterstrecke von Dortmund Dortmunderfeld \| \| \| \| 66,19,5 \| Dortmund-Dorstfeld \| Dortmund-Dorstfeld \| \| \| 9,0 \| Dortmund-Dorstfeld (S-Bahn) * \| Dortmund-Dorstfeld (S-Bahn) * \| \| \| \| Strecke nach DO-Lütgendortmund S 4 \| \| \| \| \| Dorstfelder Hellweg \| \| \| \| \| Hauptstrecke Dortmund ↔ Bochum \| \| \| \| \| Güterstrecke von DO-Lütgendortmund \| \| \| \| 7,3 \| Dortmund-Wischlingen (Hp & Abzw) \| Dortmund-Wischlingen (Hp & Abzw) \| \| \| \| (Überwerfungsbauwerk) \| \| \| \| \| \| \| \| \| 41,5 6,5 \| Dortmund-Huckarde Süd (ehem. Huckarde WfE) \| Dortmund-Huckarde Süd (ehem. Huckarde WfE) \| \| \| \| \| \| \| \| \| ehem. Güterstrecke nach Dortmund Gbf \| \| \| \| \| „Emschertalbahn“ Dortmund ↔ Herne \| \| \| \| 5,7 \| Dortmund-Huckarde \| Dortmund-Huckarde \| \| \| \| ehem. Strecke von Dortmund-Rahm \| \| \| \| 43,1 4,8 \| Dortmund Buschstraße (Abzw) \| Dortmund Buschstraße (Abzw) \| \| \| \| Güterumgehungsbahn Dortmund \| \| \| \| 3,3 \| Dortmund-Westerfilde \| Dortmund-Westerfilde \| \| \| \| (Neutrassierung für S-Bahn) \| \| \| \| 45,6(0,1) \| Dortmund-Bodelschwingh \| Dortmund-Bodelschwingh \| \| \| \| (ehem. Verbindungsstrecke, heute Gla) \| \| \| \| 1,8 \| Dortmund-Nette/Oestrich (Hp & Anst) \| Dortmund-Nette/Oestrich (Hp & Anst) \| \| \| \| (Industriegleis Kraftwerk Gustav Knepper) \| \| \| \| \| Strecke von Dortmund \| \| \| \| (2,1) 0,6 \| Dortmund-Mengede (Keilbahnhof) \| Dortmund-Mengede (Keilbahnhof) \| \| \| \| A 45 \| \| \| \| \| Strecke nach Herne S 2 \| \| \| \| \| (Industriegleise) \| \| \| \| \| (ehem. Trasse heute Rhein-Herne-Kanal) \| \| \| \| 52,3 00,0 \| Castrop-Pöppinghausen \| Castrop-Pöppinghausen \| \| \| \| Zechengleise Friedrich der Große 3/4/6 \| \| \| \| \| Zechengleise Friedrich der Große 1/2 \| \| \| \| \| (ehem. Trasse heute A 42) \| \| \| \| 58,0 00,0 \| Herne WfE \| Herne WfE \| \| \| \| Strecke Recklinghausen ↔ Wanne-Eickel \| \| \| \| \| Güterstrecke von Bochum \| \| \| \| \| Crange (Abzw) \| \| \| \| \| „Emschertalbahn“ von Wanne-Eickel \| \| \| \| \| Wanne Unser Fritz (Bft, ehem. Abzw.) \| \| \| \| \| Wanne-Unser Fritz (Hp bis 1983) \| \| \| \| \| Gelsenkirchen Zoo (Bft) \| \| \| \| 66,2 -0,3 \| Gelsenkirchen-Bismarck \| Gelsenkirchen-Bismarck \| \| \| \| ehem. Strecke nach Gelsenkirchen-Schalke \| \| \| \| \| Güterstrecke nach Nordstern \| \| \| \| 2,6 \| Buer Süd (Kanalbr) \| Buer Süd (Kanalbr) \| \| \| \| Rhein-Herne-Kanal und Emscher \| \| \| \| 3,1 \| Gelsenkirchen Hugo Abzw \| Gelsenkirchen Hugo Abzw \| \| \| \| Strecke nach Dorsten \| \| \| \| 3,6 \| Gelsenkirchen Hugo \| Gelsenkirchen Hugo \| \| \| 6,7 \| Gelsenkirchen-Horst Nord \| Gelsenkirchen-Horst Nord \| \| \| \| Anschl. Zech Umwelt; ehem. Moltkebahn \| \| \| \| 8,3 \| Mathias Stinnes \| Mathias Stinnes \| \| \| 8,6 \| VEBA (Anst) \| VEBA (Anst) \| \| \| \| Strecke von Haltern S 9 \| \| \| \| 11,3 \| Bottrop Hbf Not \| Bottrop Hbf Not \| \| \| 11,7 \| Bottrop Hbf Gbf \| Bottrop Hbf Gbf \| \| \| 12,8 \| Bottrop Hbf (ehem. Inselbahnhof) \| Bottrop Hbf (ehem. Inselbahnhof) \| \| \| 13,2 \| Bottrop Hbf Pbf \| Bottrop Hbf Pbf \| \| \| \| Güterstrecke nach Oberhausen West \| \| \| \| \| Güterstrecke von Wanne-Eickel (ehem. CME) \| \| \| \| \| Güterstrecke von Essen-Horl (ehem. BME) \| \| \| \| \| Strecke nach Essen-Dellwig Ost S 9 \| \| \| \| \| Bottrop Westf Sandgräberei (Awanst) \| \| \| \| 14,2 \| Oberhausen-Osterfeld Ost \| Oberhausen-Osterfeld Ost \| \| \| \| Strecke nach Oberhausen-Osterfeld \| \| \| \| 16,0 \| Osterfeld WfE \| Osterfeld WfE \| \| \| \| Güterstrecke Bottrop Nord ↔ Oberhausen West \| \| \| \| 20,0 \| Sterkrade WfE \| Sterkrade WfE \| Linke Kilometrierung gemäß WfE, rechte Spalte S-Bahn neu * Turmbahnhof geplant: S 5 Dortmund ↔ Hagen * Turmbahnhof, S-Bahn tief: S 1 nach Bochum | |                                             |                                             |
| Quellen: | |                                             |                                             |
| Strecke | | Stammstrecke von Soest                      | Stammstrecke von Soest                      |
| Haltepunkt / Haltestelle | 0,0 00,0 | Welver                                      | Welver                                      |
| Abzweig ehemals geradeaus und nach rechts | | Stammstrecke nach Hamm                      | Stammstrecke nach Hamm                      |
| Haltepunkt / Haltestelle (Strecke außer Betrieb) | 6,2 00,0 | Allen                                       | Allen                                       |
| Bahnhof (Strecke außer Betrieb) | 12,4 00,0 | Lenningsen                                  | Lenningsen                                  |
| Kreuzung geradeaus oben (Strecke geradeaus außer Betrieb) | | Strecke Hamm ↔ Unna                         | Strecke Hamm ↔ Unna                         |
| Abzweig geradeaus und von rechts (Strecke außer Betrieb) | | von Kamen                                   | von Kamen                                   |
| S-Kopfbahnhof Strecke bis hier außer Betrieb | 19,9 00,0 | Unna-Königsborn                             | Unna-Königsborn                             |
| Abzweig geradeaus und nach links | | nach Unna S 4                               | nach Unna S 4                               |
| S-Bahn-Halt | 23,2 00,0 | Massen                                      | Massen                                      |
| S-Bahn-Halt | 24,7 00,0 | Dortmund-Wickede                            | Dortmund-Wickede                            |
| S-Bahn-Halt | 26,2 00,0 | Dortmund-Wickede West                       | Dortmund-Wickede West                       |
| ehemaliger Bahnhof | 26,5 00,0 | Dortmund-Asseln (alt)                       | Dortmund-Asseln (alt)                       |
| Dienststation / Betriebs- oder Güterbahnhof | 26,8 00,0 | Dortmund-Asseln                             | Dortmund-Asseln                             |
| Abzweig geradeaus und ehemals nach links | | ehem. Strecke nach Dortmund-Remberg         | ehem. Strecke nach Dortmund-Remberg         |
| S-Bahn-Halt | 27,8 00,0 | Dortmund-Asseln Mitte                       | Dortmund-Asseln Mitte                       |
| S-Bahnhof | 30,2 00,0 | Dortmund-Brackel                            | Dortmund-Brackel                            |
| S-Bahn-Halt | 31,1 00,0 | Dortmund Knappschaftskrankenhaus            | Dortmund Knappschaftskrankenhaus            |
| S-Bahn-Halt | 32,8 00,0 | Dortmund-Körne                              | Dortmund-Körne                              |
| Kreuzung geradeaus oben (Querstrecke außer Betrieb) | | ehem. Strecke Obereving Süd ↔ DO-Remberg    | ehem. Strecke Obereving Süd ↔ DO-Remberg    |
| S-Bahn-Halt | 33,8 00,0 | Dortmund-Körne West                         | Dortmund-Körne West                         |
| Kreuzung geradeaus oben (Querstrecke außer Betrieb) · Strecke von rechts (außer Betrieb) | | ehem. Strecke von Dortmund Ost              | ehem. Strecke von Dortmund Ost              |
| Abzweig ehemals geradeaus und nach links · Abzweig ehemals geradeaus, von rechts und ehemals von links | | „Wuppertaler Nordbahn“                      | „Wuppertaler Nordbahn“                      |
| Bahnhof (Strecke außer Betrieb) · Dienststation / Betriebs- oder Güterbahnhof | 35,7 69,5 | Dortmund Süd (ehem. DO WfE/RhE)             | Dortmund Süd (ehem. DO WfE/RhE)             |
| Strecke (außer Betrieb) · S-Bahn-Halt | 69,1 | Dortmund Stadthaus                          | Dortmund Stadthaus                          |
| Strecke (außer Betrieb) · S-Bahn-Halt | 67,9 | Dortmund Möllerbrücke                       | Dortmund Möllerbrücke                       |
| Kreuzung geradeaus oben (Strecke geradeaus außer Betrieb) · S-Bahn-Turmhaltepunkt geradeaus oben | 66,9 | Dortmund West *                             | Dortmund West *                             |
| Strecke von rechts · Strecke (außer Betrieb) · Strecke | | Strecke von Dortmund S 1S 2                 | Strecke von Dortmund S 1S 2                 |
| Strecke · Strecke (außer Betrieb) · Abzweig geradeaus und von links | | Güterstrecke von Dortmund Dortmunderfeld    | Güterstrecke von Dortmund Dortmunderfeld    |
| Dienststation / Betriebs- oder Güterbahnhof · Betriebs-/Güterbahnhof Strecke bis hier außer Betrieb · Dienststation / Betriebs- oder Güterbahnhof | 66,19,5 | Dortmund-Dorstfeld                          | Dortmund-Dorstfeld                          |
| Strecke nach links · Turm-S-Bahnhof geradeaus oben | 9,0 | Dortmund-Dorstfeld (S-Bahn) *               | Dortmund-Dorstfeld (S-Bahn) *               |
| Abzweig geradeaus und nach links · Abzweig geradeaus und nach links | | Strecke nach DO-Lütgendortmund S 4          | Strecke nach DO-Lütgendortmund S 4          |
| Strecke · ehemaliger Haltepunkt / Haltestelle | | Dorstfelder Hellweg                         | Dorstfelder Hellweg                         |
| Kreuzung geradeaus oben · Kreuzung geradeaus oben | | Hauptstrecke Dortmund ↔ Bochum              | Hauptstrecke Dortmund ↔ Bochum              |
| Strecke · Abzweig geradeaus und von links | | Güterstrecke von DO-Lütgendortmund          | Güterstrecke von DO-Lütgendortmund          |
| S-Bahn-Halt · Blockstelle | 7,3 | Dortmund-Wischlingen (Hp & Abzw)            | Dortmund-Wischlingen (Hp & Abzw)            |
| Strecke von links · Kreuzung geradeaus unten · Strecke nach rechts | | (Überwerfungsbauwerk)                       | (Überwerfungsbauwerk)                       |
| | |                                             |                                             |
| Betriebs-/Güterbahnhof Strecke ab hier außer Betrieb · Dienststation / Betriebs- oder Güterbahnhof | 41,5 6,5 | Dortmund-Huckarde Süd (ehem. Huckarde WfE)  | Dortmund-Huckarde Süd (ehem. Huckarde WfE)  |
| | |                                             |                                             |
| Strecke nach rechts (außer Betrieb) · Strecke | | ehem. Güterstrecke nach Dortmund Gbf        | ehem. Güterstrecke nach Dortmund Gbf        |
| Kreuzung geradeaus unten | | „Emschertalbahn“ Dortmund ↔ Herne           | „Emschertalbahn“ Dortmund ↔ Herne           |
| S-Bahn-Halt | 5,7 | Dortmund-Huckarde                           | Dortmund-Huckarde                           |
| Abzweig geradeaus und ehemals von links | | ehem. Strecke von Dortmund-Rahm             | ehem. Strecke von Dortmund-Rahm             |
| Blockstelle | 43,1 4,8 | Dortmund Buschstraße (Abzw)                 | Dortmund Buschstraße (Abzw)                 |
| Abzweig geradeaus und nach rechts | | Güterumgehungsbahn Dortmund                 | Güterumgehungsbahn Dortmund                 |
| S-Bahn-Halt | 3,3 | Dortmund-Westerfilde                        | Dortmund-Westerfilde                        |
| Strecke von links · Abzweig ehemals geradeaus und nach rechts | | (Neutrassierung für S-Bahn)                 | (Neutrassierung für S-Bahn)                 |
| Strecke · Bahnhof (Strecke außer Betrieb) | 45,6(0,1) | Dortmund-Bodelschwingh                      | Dortmund-Bodelschwingh                      |
| Abzweig geradeaus und von links · Abzweig ehemals geradeaus, ehemals nach rechts und von rechts | | (ehem. Verbindungsstrecke, heute Gla)       | (ehem. Verbindungsstrecke, heute Gla)       |
| S-Bahn-Halt · Strecke | 1,8 | Dortmund-Nette/Oestrich (Hp & Anst)         | Dortmund-Nette/Oestrich (Hp & Anst)         |
| Strecke · Abzweig ehemals geradeaus und nach rechts | | (Industriegleis Kraftwerk Gustav Knepper)   | (Industriegleis Kraftwerk Gustav Knepper)   |
| Abzweig geradeaus und von rechts · Strecke (außer Betrieb) | | Strecke von Dortmund                        | Strecke von Dortmund                        |
| Bahnhof mit S-Bahn-Halt · Strecke (außer Betrieb) | (2,1) 0,6 | Dortmund-Mengede (Keilbahnhof)              | Dortmund-Mengede (Keilbahnhof)              |
| Strecke mit Straßenbrücke · Strecke mit Straßenbrücke (Strecke außer Betrieb) | | A 45                                        | A 45                                        |
| Strecke nach links · Kreuzung geradeaus unten (Strecke geradeaus außer Betrieb) | | Strecke nach Herne S 2                      | Strecke nach Herne S 2                      |
| Abzweig ehemals geradeaus, von links und von rechts | | (Industriegleise)                           | (Industriegleise)                           |
| | | (ehem. Trasse heute Rhein-Herne-Kanal)      |                                             |
| Bahnhof (Strecke außer Betrieb) | 52,3 00,0 | Castrop-Pöppinghausen                       | Castrop-Pöppinghausen                       |
| Abzweig geradeaus und nach links (Strecke außer Betrieb) | | Zechengleise Friedrich der Große 3/4/6      | Zechengleise Friedrich der Große 3/4/6      |
| Abzweig geradeaus und nach links (Strecke außer Betrieb) | | Zechengleise Friedrich der Große 1/2        | Zechengleise Friedrich der Große 1/2        |
| Strecke mit Straßenbrücke (Strecke außer Betrieb) | | (ehem. Trasse heute A 42)                   | (ehem. Trasse heute A 42)                   |
| Bahnhof (Strecke außer Betrieb) | 58,0 00,0 | Herne WfE                                   | Herne WfE                                   |
| Abzweig quer und von rechts · Kreuzung geradeaus unten (Strecke geradeaus außer Betrieb) | | Strecke Recklinghausen ↔ Wanne-Eickel       | Strecke Recklinghausen ↔ Wanne-Eickel       |
| Strecke nach links · Abzweig ehemals geradeaus, von links und von rechts | | Güterstrecke von Bochum                     | Güterstrecke von Bochum                     |
| Blockstelle | | Crange (Abzw)                               | Crange (Abzw)                               |
| Abzweig geradeaus und von links | | „Emschertalbahn“ von Wanne-Eickel           | „Emschertalbahn“ von Wanne-Eickel           |
| Blockstelle | | Wanne Unser Fritz (Bft, ehem. Abzw.)        | Wanne Unser Fritz (Bft, ehem. Abzw.)        |
| ehemaliger Haltepunkt / Haltestelle | | Wanne-Unser Fritz (Hp bis 1983)             | Wanne-Unser Fritz (Hp bis 1983)             |
| Bahnhof | | Gelsenkirchen Zoo (Bft)                     | Gelsenkirchen Zoo (Bft)                     |
| Dienststation / Betriebs- oder Güterbahnhof | 66,2 -0,3 | Gelsenkirchen-Bismarck                      | Gelsenkirchen-Bismarck                      |
| Abzweig geradeaus und ehemals nach links | | ehem. Strecke nach Gelsenkirchen-Schalke    | ehem. Strecke nach Gelsenkirchen-Schalke    |
| Abzweig geradeaus und nach links | | Güterstrecke nach Nordstern                 | Güterstrecke nach Nordstern                 |
| ehemaliger Haltepunkt / Haltestelle | 2,6 | Buer Süd (Kanalbr)                          | Buer Süd (Kanalbr)                          |
| Brücke über Wasserlauf | | Rhein-Herne-Kanal und Emscher               | Rhein-Herne-Kanal und Emscher               |
| Blockstelle | 3,1 | Gelsenkirchen Hugo Abzw                     | Gelsenkirchen Hugo Abzw                     |
| Abzweig geradeaus und nach rechts | | Strecke nach Dorsten                        | Strecke nach Dorsten                        |
| ehemaliger Dienststation / Betriebs- oder Güterbahnhof | 3,6 | Gelsenkirchen Hugo                          | Gelsenkirchen Hugo                          |
| Dienststation / Betriebs- oder Güterbahnhof | 6,7 | Gelsenkirchen-Horst Nord                    | Gelsenkirchen-Horst Nord                    |
| Abzweig ehemals geradeaus und nach rechts | | Anschl. Zech Umwelt; ehem. Moltkebahn       | Anschl. Zech Umwelt; ehem. Moltkebahn       |
| Dienststation / Betriebs- oder Güterbahnhof (Strecke außer Betrieb) | 8,3 | Mathias Stinnes                             | Mathias Stinnes                             |
| Abzweig geradeaus und nach rechts (Strecke außer Betrieb) | 8,6 | VEBA (Anst)                                 | VEBA (Anst)                                 |
| Strecke von rechts · Strecke (außer Betrieb) | | Strecke von Haltern S 9                     | Strecke von Haltern S 9                     |
| Abzweig geradeaus und nach links · Abzweig ehemals geradeaus und von rechts | 11,3 | Bottrop Hbf Not                             | Bottrop Hbf Not                             |
| Strecke · Dienststation / Betriebs- oder Güterbahnhof | 11,7 | Bottrop Hbf Gbf                             | Bottrop Hbf Gbf                             |
| ehemaliger Bahnhof · ehemaliger Bahnhof | 12,8 | Bottrop Hbf (ehem. Inselbahnhof)            | Bottrop Hbf (ehem. Inselbahnhof)            |
| Bahnhof mit S-Bahn-Halt · Dienststation / Betriebs- oder Güterbahnhof | 13,2 | Bottrop Hbf Pbf                             | Bottrop Hbf Pbf                             |
| Strecke · Abzweig geradeaus und nach halblinks | | Güterstrecke nach Oberhausen West           | Güterstrecke nach Oberhausen West           |
| Strecke · Abzweig geradeaus und von halblinks | | Güterstrecke von Wanne-Eickel (ehem. CME)   | Güterstrecke von Wanne-Eickel (ehem. CME)   |
| Strecke · Abzweig geradeaus und von links | | Güterstrecke von Essen-Horl (ehem. BME)     | Güterstrecke von Essen-Horl (ehem. BME)     |
| Abzweig geradeaus und nach links · Kreuzung geradeaus unten | | Strecke nach Essen-Dellwig Ost S 9          | Strecke nach Essen-Dellwig Ost S 9          |
| ehemalige Blockstelle · Strecke | | Bottrop Westf Sandgräberei (Awanst)         | Bottrop Westf Sandgräberei (Awanst)         |
| Strecke · Dienststation / Betriebs- oder Güterbahnhof | 14,2 | Oberhausen-Osterfeld Ost                    | Oberhausen-Osterfeld Ost                    |
| Strecke nach links · Abzweig ehemals geradeaus und nach links | | Strecke nach Oberhausen-Osterfeld           | Strecke nach Oberhausen-Osterfeld           |
| Bahnhof (Strecke außer Betrieb) | 16,0 | Osterfeld WfE                               | Osterfeld WfE                               |
| Kreuzung geradeaus unten (Strecke geradeaus außer Betrieb) | | Güterstrecke Bottrop Nord ↔ Oberhausen West | Güterstrecke Bottrop Nord ↔ Oberhausen West |
| Kopfbahnhof Streckenende (Strecke außer Betrieb) | 20,0 | Sterkrade WfE                               | Sterkrade WfE                               |

Die Bahnstrecke Welver–Sterkrade ist eine ehemals durchgehende Eisenbahnstrecke aus dem westfälischen Welver nach Sterkrade im westlichen Ruhrgebiet, heute sind nur noch vier Teilstücke in Betrieb. Aufgrund ihres Verlaufs entlang der Emscher wurde sie auch „westfälische Emschertalbahn“ genannt.
Die Abschnitte von Unna-Königsborn zum ehemaligen Dortmunder Südbahnhof und von Dorstfeld nach Mengede sind heute durchgehend als zweigleisige elektrifizierte Hauptbahnstrecke ausgebaut und dienen als Trasse für die S-Bahn Rhein-Ruhr (Linien S 2 bzw. S 4).
Daneben gibt es noch zwei nur jeweils wenige Kilometer lange Abschnitte in Gelsenkirchen und Bottrop bzw. Oberhausen, die seit jeher ausschließlich dem Güterverkehr dienen.

## Geschichte
Die Strecke wurde von der Königlich-Westfälischen Eisenbahn-Gesellschaft (WfE) gebaut, um den Anschluss ihres bislang vorwiegend Richtung Norden und Osten führenden Streckennetzes an das Ruhrgebiet im Westen mit seinen lukrativen Zechen und Industrieanlagen herzustellen.

### Welver – Dortmund
Bereits 1847 hatte die Köln-Mindener Eisenbahn-Gesellschaft die Teilstrecke Dortmund–Hamm ihrer Stammstrecke eröffnet, es folgte südlich parallel dazu bis 1855 die Bahnstrecke Dortmund–Soest der Bergisch-Märkischen Eisenbahn-Gesellschaft.
Die WfE baute die eigene Strecke von Welver an ihrer Bahnstrecke Hamm–Warburg aus zwischen den beiden existierenden Strecken hindurch und eröffnete am 15. Mai 1876 das erste Teilstück nach Dortmund. Der westfälische Bahnhof wurde in unmittelbarer Nähe des zwei Jahre zuvor errichteten Bahnhofs der Rheinischen Eisenbahn-Gesellschaft (RhE) angelegt, zu der Zeit Endpunkt sowohl der Bahnstrecke Düsseldorf-Derendorf–Dortmund Süd als auch der Bahnstrecke Osterath–Dortmund Süd. Nach der Verstaatlichung der Eisenbahn-Gesellschaften entstand daraus der heute inzwischen stillgelegte Dortmunder Südbahnhof.
Am 25. Mai 1965 stand der Sonderzug für Königin Elisabeth II. anlässlich ihres ersten Staatsbesuches in Deutschland in Lenningsen. Hier übernachteten die Monarchin nebst Prinzgemahl.

### Dortmund – Mengede
Die RhE hatte bereits am 19. November 1874 das letzte Teilstück ihrer Ruhrgebietsstrecke von Dorstfeld für den Personenverkehr freigegeben. Vom gemeinsamen Dortmunder Bahnhof aus baute die WfE eine eigene Güterverkehrsstrecke, die bis Dorstfeld parallel zur rheinischen Strecke und dann weiter über Huckarde WfE (ab 1920 Bahnhof Dortmund-Huckarde Süd) und Bodelschwingh WfE (zuletzt Dortmund-Bodelschwingh, heute abgerissen) zunächst nach Mengede (heute Dortmund-Mengede) führte, und eröffnete sie am 1. September 1878.
Durch diese von Beginn an als Stichstrecke geplante Verbindung nach Mengede bekam die WfE nach Hamm einen weiteren Anschluss an das Streckennetz der Köln-Mindener Eisenbahn-Gesellschaft (CME), die im Zuge des Baus ihrer Stammstrecke zwischen Duisburg und Dortmund bereits 1848 einen Haltepunkt in Mengede eingerichtet hatte.

### Bodelschwingh – Sterkrade
Eröffnung der Strecken für den Güterverkehr: 
- Strecke „16“ Bodelschwingh – Crange: 20. August 1879

(Mitbenutzung der Strecke (2153) der BME nach Bismarck)
- Strecke 2246 Bismarck – Hugo: 12. Februar 1879
- Strecke 2246 Hugo – Horst Nord: 20. August 1879
- Strecke 2246 Horst Nord – Osterfeld WfE: 12. November 1879
- Strecke „18“ Osterfeld WfE – Sterkrade WfE: 15. März 1880

## Stilllegungen
Bereits kurz nach der Verstaatlichung der nominell privaten Eisenbahn-Gesellschaften nahmen die Preußischen Staatseisenbahnen mehrere Teilstücke außer Betrieb.

### Bodelschwingh – Bismarck
Der Streckenabschnitt zwischen (Dortmund-)Bodelschwingh und Crange wurde am 1. Juli 1882 stillgelegt.
Die Gleise zwischen Castrop-Pöppinghausen und Herne wurden zunächst noch als Anschluss der ehemaligen Zeche Friedrich der Große weitergenutzt, sowie als Verbindungsgleis der Schachtanlagen 3/4/6 und der Schachtanlagen 1/2.
Dieser Abschnitt wurde noch vor 1892 komplett zurückgebaut, auf seiner Trasse bis 1906 der Zweigkanal des Dortmund-Ems-Kanals gebaut, der nördliche Teil davon wird heute zum Rhein-Herne-Kanal gerechnet, der südliche Teil wurde verfüllt und für den Bau der Bundesautobahn 42 genutzt.

### Horst – Sterkrade
Der Streckenabschnitt zwischen Horst (Nord) und (Oberhausen-)Sterkrade wurde am 15. Oktober 1884 stillgelegt und bis 1892 komplett zurückgebaut, die ehemalige Trasse ist auf Messtischblättern aus diesem Jahr noch verzeichnet.
Der Abschnitt zwischen Horst und Osterfeld wurde am 1. Oktober 1901 wieder in Betrieb genommen und später zum Teil für die Hamm-Osterfelder Bahn genutzt. Nach dem Zweiten Weltkrieg wurde das Teilstück bis zum Bottroper Hauptbahnhof wieder stillgelegt und zwischen 1968 und 1983 teilweise verkauft, sowie im Bereich des Bottroper Hauptgüterbahnhofes abgebaut.
Der Streckenverlauf zwischen den Oberhausener Stadtteilen Osterfeld und Sterkrade entlang der Westfälischen Straße und der Richard-Wagner-Allee ist mit etwas Phantasie noch heute auf Luftbildern erkennbar.

### Welver – Königsborn

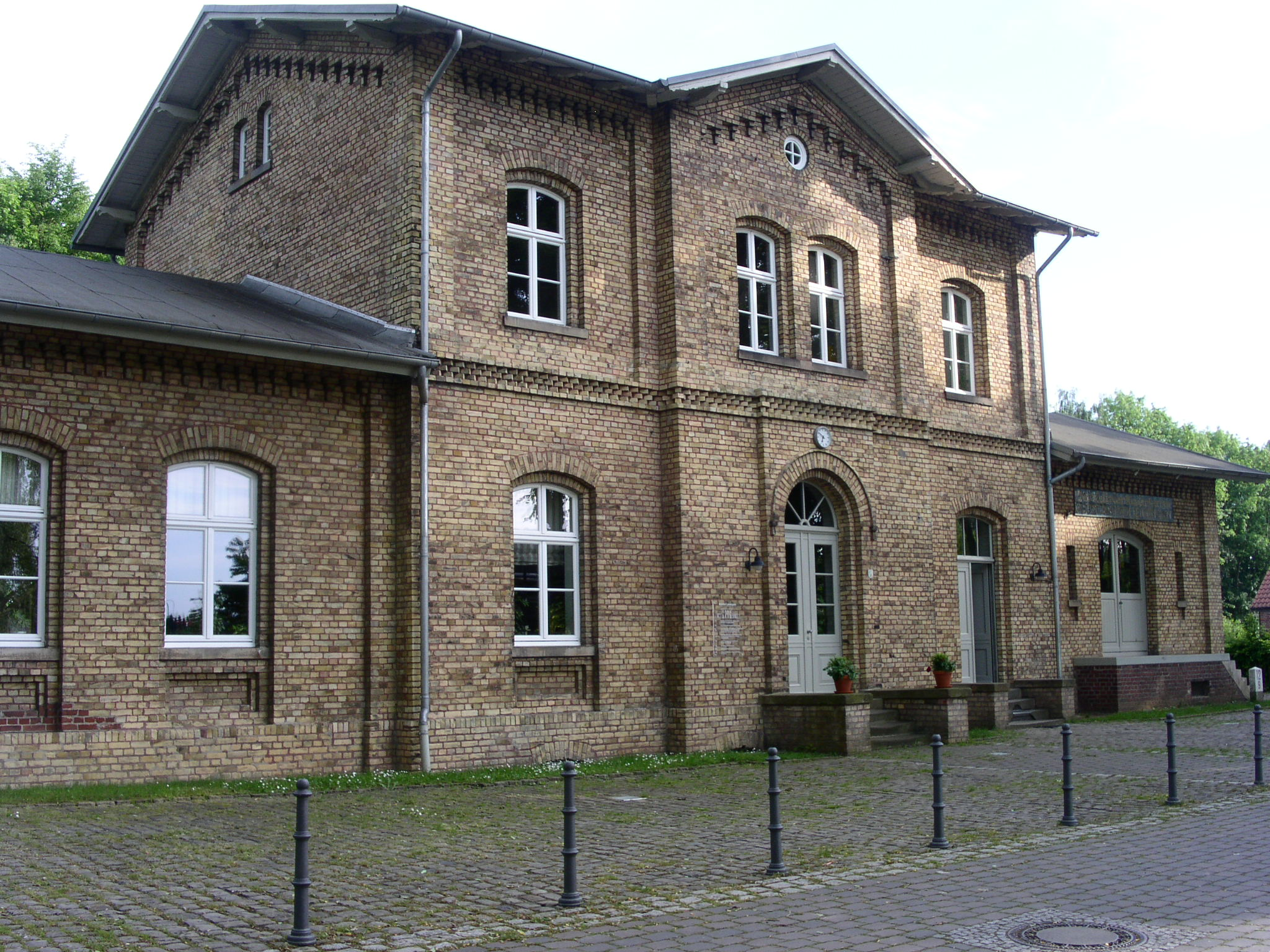
Renoviertes Empfangsgebäude Bahnhof Lenningsen (2005)

Der östliche Streckenabschnitt von Welver nach (Unna-)Königsborn wurde nach der Stilllegung am 29. September 1968 demontiert und der westliche Teil in einen Bahntrassenweg umgebaut.
Im renovierten Empfangsgebäude des Bahnhofs Lenningsen wurde ein Kindergarten eingerichtet.

## Heutige Situation
Die Streckenabschnitte Unna-Königsborn–Dortmund Süd und Dortmund-Dorstfeld–Dortmund-Mengede wurden zusammen mit dem rheinischen Abschnitt Dortmund Süd–Dortmund-Dorstfeld in den 1990er-Jahren komplett für die S-Bahn Rhein-Ruhr hergerichtet und erhielten zum Teil eine neue VzG-Nummer.
Heute fährt die S 4 auf dem Teilstück Unna-Königsborn – Dortmund-Dorstfeld; die S 2 nutzt Dortmund-Dorstfeld – Dortmund-Mengede. Beide Linien hatten einen 20-Minuten-Standardtakt, dies wurde im Dezember 2019 modifiziert.
Der Abschnitt zwischen Gelsenkirchen-Bismarck bzw. der Abzweigstelle Hugo und Gelsenkirchen-Horst Nord ist heute eine eingleisige und nicht elektrifizierte Güterhauptbahn. Diese stellte die Verbindung zum Streckennetz der RBH Logistics GmbH her und dient heute nur noch dem Anschluss der BP-Raffinerie in Gelsenkirchen-Horst sowie dem Anschluss Spitzke mit Nebenanschließer Zech Umwelt.
Zwischen Bottrop Hbf und Oberhausen-Osterfeld wird die hier zweigleisige und elektrifizierte Hauptbahn planmäßig von Güterzügen zwischen beiden Betriebsstellen befahren, während der Personenverkehr sowie einzelne Güterzüge in diesem Abschnitt der Hamm-Osterfelder Bahn zugerechnet werden.

## Planung
Bei der Bezirksregierung Arnsberg bestehen Planungen, die bislang nur an dieser Bahnstrecke bediente S-Bahn-Haltestelle Dortmund West um einen Halt an der S-Bahn-Strecke Hagen–Dortmund zu erweitern, was diese zu einem „Turmhaltepunkt“ machen würde.

## Tarif
Der Personenverkehr auf den heute noch in Betrieb befindlichen Streckenabschnitten ist in den Verkehrsverbund Rhein-Ruhr (VRR) einbezogen. Für Fahrten innerhalb des Verbundgebietes kommt daher ausschließlich der Verbundtarif zur Anwendung. Für Fahrten über die Verbundgrenzen hinaus gilt ein Übergangstarif, der NRW-Tarif oder der allgemeine deutsche Eisenbahntarif.